# Operation Cyclone

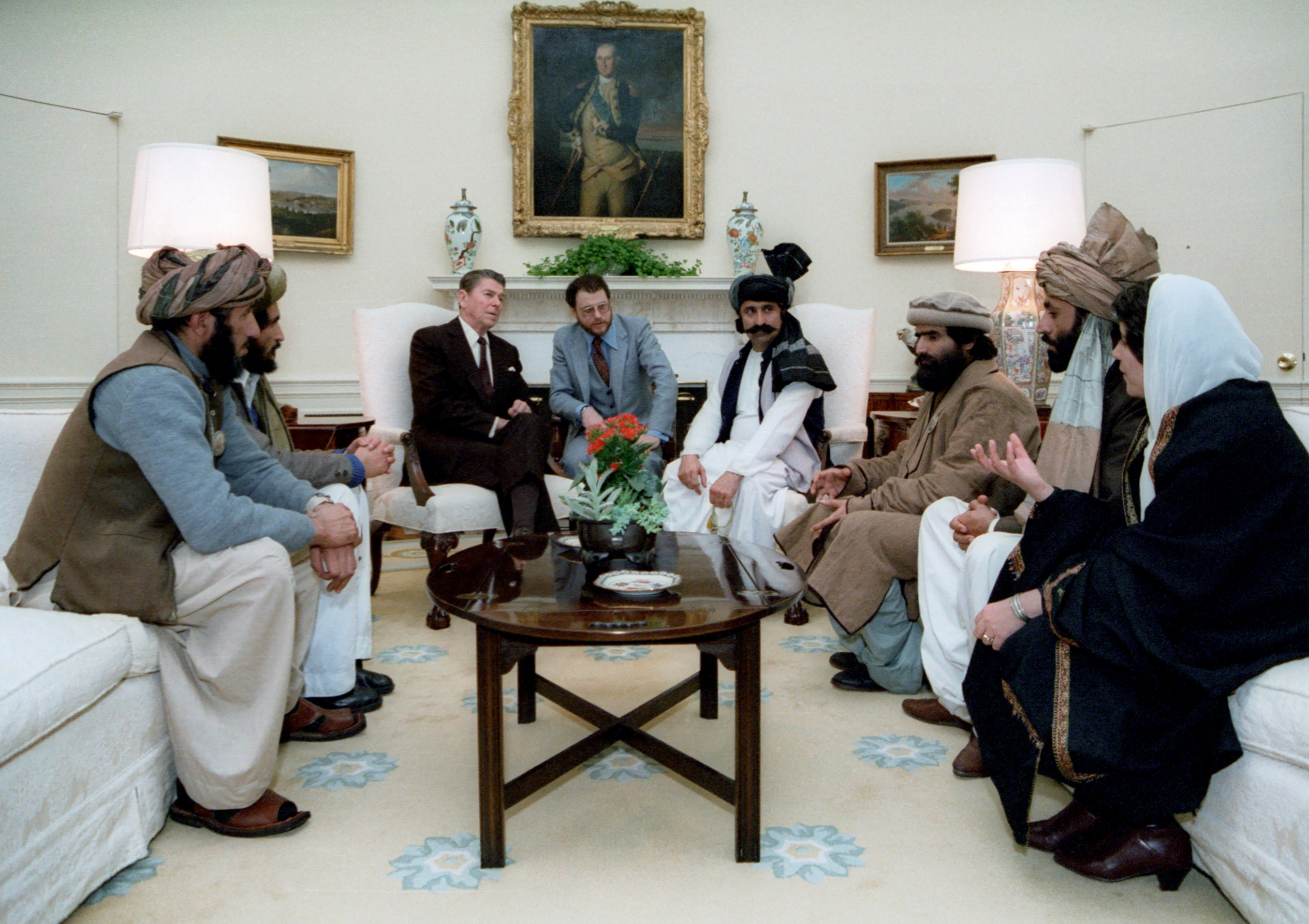
USA:s 40:e president Ronald Reagan (R) i samtal med afghanska ledare i Vita huset den 2 februari 1983.

Operation Cyclone var ett kodnamn för ett hemligt amerikanskt federalt program som både finansierade och beväpnade mujaheddin i syfte att slå tillbaka mot Sovjetunionen under det afghansk-sovjetiska kriget som pågick mellan 1979 och 1989. Programmet fortsatte dock efter att det kriget upphörde eftersom inbördeskriget i Afghanistan bröt ut och pågick fram till 1992.
Det administrerades av USA:s underrättelsetjänst Central Intelligence Agency (CIA). Den som var hjärnan till programmet var Zbigniew Brzezinski, nationell säkerhetsrådgivare till USA:s 39:e president Jimmy Carter (D), och ett direktiv signerades av Carter den 3 juli 1979. Startbudgeten för programmet låg officiellt på 695 000 amerikanska dollar och betalades till CIA via Pakistan. Ett år senare ökade budgeten till 20–30 miljoner dollar medan toppnoteringen var på 630 miljoner dollar 1987. Totalt pumpade USA in 7,4 miljarder dollar mellan åren 1981 och 1993; 3,2 miljarder 1981–1987 och 4,2 miljarder 1987–1993. Enligt Guinness rekordbok kostade Operation Cyclone dock bara två miljarder dollar 1979–1989, vilket gör den mest dyraste hemliga uppdraget i världen.
I början av afghansk-sovjetiska kriget fick mujaheddin mest uråldrig och ineffektiv krigsmateriel. År 1983 tappade den demokratiske politikern Charles Nesbitt Wilson, ledamot i USA:s representanthus, tålamodet och började trycka på USA:s kongress om att ge mujaheddin mer moderna och effektivare krigsmateriel. Med åren som gick fick de antingen fortsatt för ineffektiva krigsmateriel eller effektiva krigsmateriel men då för lite ammunition för att ge effekt. Det var dock massivt motstånd i kongressen om att förse mujaheddin med vapensystemet FIM-92 Stinger. I mars 1986 godkände dock USA:s 40:e president Ronald Reagan (R) om att ge mujaheddin vapensystemet och de första levererades i september. FIM-92 Stinger blev snabbt väldigt effektiva för mujaheddin, som sköt ner sovjetiska flygmaskiner såsom bepansrade attackhelikoptrar till så pass grad att Sovjetunionen kunde inte säkerställa luftherraväldet. Tack vare det, hade mujaheddin enklare att transportera krigare och säkerställa leveranser av förnödenheter och annan utrustning under resten av kriget.
CIA och USA fick hjälp av Israel, Kina, Pakistan och Storbritannien. Saudiarabien matchade alla finansiella medel som USA bidrog med. Iran bidrog också men bara begränsat och då och då.